# ユニセックス
ユニセックス (Unisex) とは、男性、女性の区別のないことを表す言葉である。特に衣服（ファッション）について使う。男女兼用。
また転じて、衣服以外でも(特に男性向け・女性向けが限定されうる物品において)性別を限定しない物品もこう呼ばれることがある。

## ユニセックスファッション
老若男女を問わず性別の指定されない「男女兼用デザイン」衣料には、Tシャツ・ズボン・セーター・体操服・作業服などの例がある。おおむね大量生産の衣料品によくみられる。装飾性が低くベーシックでオーソドックスな衣服も、婦人向け衣料を男性が、あるいは、紳士向けを女性が着るなど性別を問わず着ることができることから、ユニセックスなファッションとして提案される。

## 例外
基本的に「性別」の存在する衣服を着用する場合は「ユニセックス」ではない。メンズウェアや背広など男性的な記号の衣服を婦人用に仕立てて、それを女性が着るファッションの場合は「マニッシュ」（英語：mannish）といいユニセックスには含めない。その逆も同様で、女性的な記号の服（スカートなど）を男性が着たり越境する場合は、前者を含み「クロスドレッシング」（異性装）といい、ユニセックスとはまったく異質の傾向とされる。
性別を超えた服装・髪型が増えている背景には、異性の服にしかない特徴を求める点がある。
これまで女性向けの服装とされてきたものが、女性の社会進出が進んだ現在、必ずしも機能的ではなく、そこで紳士用を採用する人が増えている。その一方で、男性の中には紳士用の装飾性の低い服に飽きたらず、デザインやカラーバリエーションの豊かな婦人用の衣類を何とか着こなそうとしているファッションに凝る人たちが出てきていることなどが考えられる。昨今、世界の有力ファッションブランドも、性別をぼかすような見え具合の装いを相次いで提案している。